# Peter Ambrose
Peter Ambrose (2002. június 10. –) nigériai labdarúgó, az Aberdeen játékosa, csatár. 

## Pályafutása
Ambrose a török másodosztályban szereplő Balikesirspor játékosa volt. Eleinte még az utánpótlásban játszott ahol gólkirály lett, így hamar a felnőttekhez került, ahol 12 meccsen egy-egy gólt és gólpasszt tudott felmutatni. 2022. november 3-án az Újpestben igazolt. Első gólját 2022. november 12-én szerezte a Paks ellen. A 2023–24-es szezon második legtöbb Újpesti bajnoki gólját szerezte Matija Ljujić mögött 9 találattal, a kupával együtt pedig osztozott az első helyen a szerb középpályással. 2024. június 14-én 3+1 évre szerződtette a skót Aberdeen. 2024. július 13-án mutatkozott be csereként egy ligakupa mérkőzésen. 